# 친권자
친권자란 친권을 행사할 수 있는 권리를 가진 자를 말한다. 원칙적으로는 부모 공동으로 행사한다.
구법에서는 부권우위(父權優位)적인 경향이 있었으며 혼인 외의 출생자에 대해서는 일정한 경우에 생모(生母)의 친권을 인정하였다.
2005년 개정된 가족법에서는 직권주의적 요소를 강화한 규정을 두고 있다.
1. 부모는 미성년자인 자의 친권자가 된다. 양자의 경우에는 양부모(養父母)가 친권자가 된다.
2. 친권은 부모가 혼인중인 때에는 부모가 공동으로 이를 행사한다. 그러나 부모의 의견이 일치하지 아니하는 경우에는 당사자의 청구에 의하여 가정법원이 이를 정한다.
3. 부모의 일방이 친권을 행사할 수 없을 때에는 다른 일방이 이를 행사한다.
4. 혼인외의 자가 인지된 경우와 부모가 이혼하는 경우에는 부모의 협의로 친권자를 정하여야 하고, 협의할 수 없거나 협의가 이루어지지 아니하는 경우에는 가정법원은 직권으로 또는 당사자의 청구에 따라 친권자를 지정하여야 한다. 다만, 부모의 협의가 자(子)의 복리에 반하는 경우에는 가정법원은 보정을 명하거나 직권으로 친권자를 정한다.
5. 가정법원은 혼인의 취소, 재판상 이혼 또는 인지청구의 소의 경우에는 직권으로 친권자를 정한다.
6. 가정법원은 자의 복리를 위하여 필요하다고 인정되는 경우에는 자의 4촌 이내의 친족의 청구에 의하여 정하여진 친권자를 다른 일방으로 변경할 수 있다.